# Kirsch

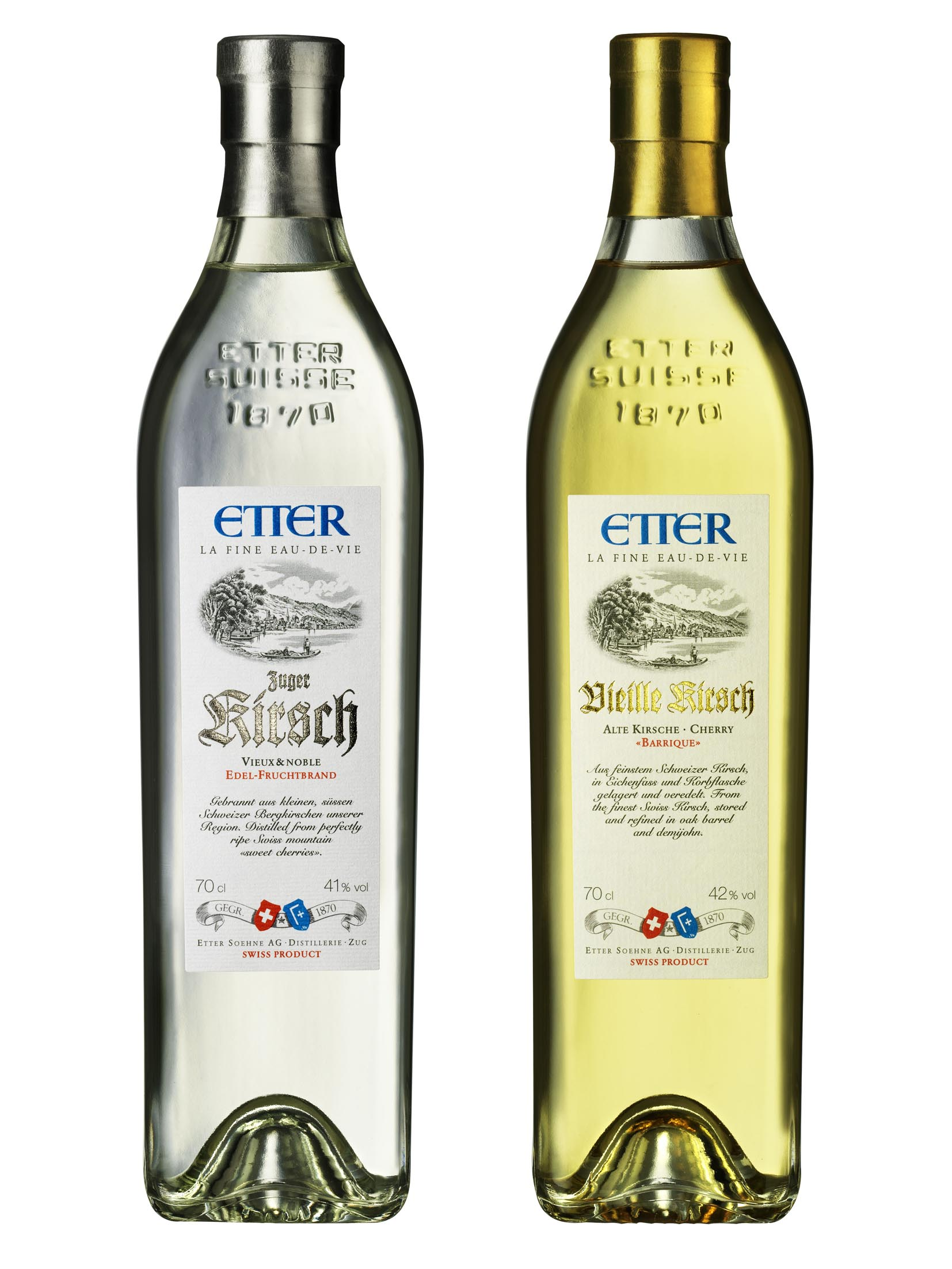
Zwitserse kirsch

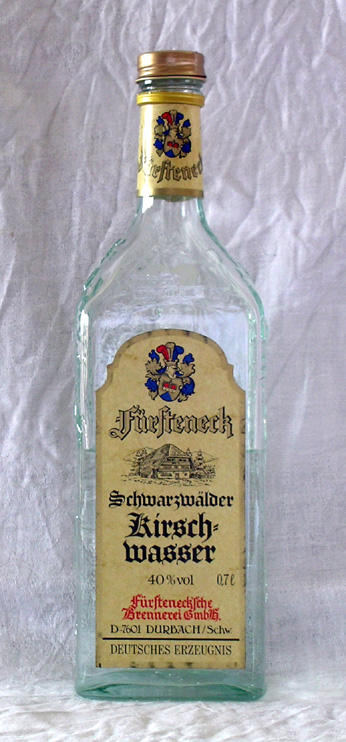
In Duitsland wordt kirsch Kirschwasser genoemd

Kirsch is een alcoholische drank die bereid wordt door gegist kersensap te destilleren.
Het wordt in cocktails gebruikt en vaak ook in kaasfondue. Verder is kirsch een goede smaakmaker in taart en gebak (zoals in de bekende Schwarzwalder kersentaart), evenals in salades van vers fruit.